# Phú Xuyên, Hạ Châu
Huyện tự trị dân tộc Dao Phú Xuyên (富川瑶族自治县) là một đơn vị hành chính thuộc địa cấp thị Hạ Châu, tỉnh Quảng Tây, Trung Quốc.

## Quản lý hành chính

### Trấn
- Phú Dương (富阳)
- Bạch Sa (白沙)
- Liên Sơn (莲山)
- Cổ Thành (古城)
- Phúc Lợi (福利)
- Mạch Lĩnh (麦岭)
- Cát Pha (葛坡)
- Thành Bắc (城北)
- Triều Đông (朝东)

### Hương
- Thạch Gia (石家)
- Tân Hoa (新华)
- Liễu Gia (柳家)